# Vărșeț
Vărșeț (în bulgară Вършец) este un oraș în partea de nord-vest a Bulgariei. Aparține de  Obștina Vărșeț, Regiunea Montana.

## Demografie
Componența etnică a orașului Vărșeț
     Bulgari (72,4%)
     Romi (20,63%)
     Nicio identificare (6,63%)
     Altele (0,71%)
La recensământul din 2011, populația orașului Vărșeț era de 6.270 locuitori. Din punct de vedere etnic, majoritatea locuitorilor (72,4%) erau bulgari, cu o minoritate de romi (20,63%). Pentru 6,63% din locuitori nu este cunoscută apartenența etnică.